# 음력 5월 23일
음력 5월 23일은 음력 5월의 23번째 날이다.

## 문화
- 1965년 - 한일 기본 조약 조인.
- 2013년 - 대한민국 민법상 성년의 기준 연령이 종전 만 20세에서 현재의 만 19세로 하향 조정되었다.

## 같이 보기
- 음력 360일: 1월 2월 3월 4월 5월 6월 7월 8월 9월 10월 11월 12월
- 전날:5월 22일 다음날:5월 24일 - 전달:4월 23일 다음달:6월 23일
- 양력:5월 23일
- 음력, 윤달